# John Robert Colombo
John Robert Colombo (Kitchener, Ontario, 1936. március 24. –) kanadai író, költő, szerkesztő.

## Élete
A Torontói Egyetemen végzett, itt az 1950-es évek végétől irodalmi eseményeket szervezett. Az 1960-as évek elején kezdett el publikálni, első kötetét (Lines for the Last Days) William Kurelek illusztrálta. Az általa vezetett Hawkwood Press jelentette meg Margaret Atwood első kötetét 1963-ban.  Ő segítette Hugh Hood és Alice Munro első publikációinak megjelenését is. Robert J. Sawyer kommersz tudományos-fantasztikus írásai is nála jelentek meg. Később nagyobb kiadóknál vállalt munkát, szerkesztő volt a McClelland and Stewart és a Hurtig cégeknél. Ebben az időszakban ő szerkesztette George Grant Lament for a Nation című művét. A Tamarack Review című, korában vezetőnek számító irodalmi magazin szerkesztői tisztét is betöltötte. Az 1970-es évek elején Colombo dolgozni kezdett egy híres kanadai személyiségek idézeteit tartalmazó antológián, ez később Colombo's Canadian Quotations címen jelent meg. A kiadvány sikerét látva rengeteg hasonló gyűjteményt jelentetett meg a legkülönfélébb témákban, népmeséktől kezdve paranormális jelenségek általa készített leírásain át egészen az UFO-észlelésekig. 2014-ig csaknem 200 ilyen szöveggyűjteményt állított össze, ezzel a második legtermékenyebb írónak számít a kanadai irodalomtörténetben. Antológiaíró munkássága miatt kapta "gyűjtögetőmester" becenevét. Másik, hasonlóan félig-meddig gunyoros beceneve a "Canada's Mr. Mystery", ezt a paranormális jelenségekről írt antológiája után kapta. Az 1990-es évektől munkáit saját cége, a Colombo and Company adja ki. Magyar nyelven verse jelent meg a Galaktika 7. számában 1974-ben, Frankenstein címmel. 

## Külső hivatkozások
- Gyűjteménye a McMaster University könyvtárában
- Riverdale Lion című költeménye filmen
- Munkái a worldcat adatbázisában

## Fordítás
- Ez a szócikk részben vagy egészben  a   John Robert Colombo című angol Wikipédia-szócikk ezen változatának fordításán alapul.  Az eredeti cikk szerkesztőit annak laptörténete sorolja fel. Ez a jelzés csupán a megfogalmazás eredetét és a szerzői jogokat jelzi, nem szolgál a cikkben szereplő információk forrásmegjelöléseként.